# أنجيلا وايت (منافسة ألعاب القوى)
أنجيلا وايت (بالإنجليزية: Angela White)‏ هي منافسة ألعاب القوى أسترالية، ولدت في 22 مارس 1974.